# Prêmio Sadosky
O Prêmio Sadosky (em inglês:  AWM–Sadosky Prize in Analysis) é um prêmio concedido a cada dois anos pela Association for Women in Mathematics (AWM) a uma jovem pesquisadora em análise matemática. Foi estabelecido em 2012 e leva o nome de Cora Sadosky, uma matemática especializada em análise que se tornou presidente da AWM.

## Recipientes
- 2014: Svitlana Mayboroda, por sua pesquisa sobre "boundary value problems for second and higher order elliptic equations in non-smooth media".[3]
- 2016: Daniela De Silva, por "fundamental contributions to the regularity theory of nonlinear elliptic partial differential equations and non-local integro-differential equations".[4]
- 2018: Lillian Pierce, por pesquisas que "spans and connects a broad spectrum of problems ranging from character sums in number theory to singular integral operators in Euclidean spaces".[5]
- 2020: Mihaela Ignatova, "in recognition of her contributions to the analysis of partial differential equations, in particular in fluid mechanics".[6]